# Richard Schmidt (homme politique, 1864)
Pour les articles homonymes, voir Richard Schmidt (homonymie) et Schmidt.
Ne doit pas être confondu avec Richard Schmidt (homme politique, 1871).
Richard Schmidt (né le 18 octobre 1864 à Stargardt, arrondissement de Guben (de) et mort le 4 novembre 1948 à Berlin-Wittenau) est un homme politique allemand du SPD.

## Biographie
Schmidt étudie à l'école primaire de Schwiebus, puis à l'institut d'éducation des garçons militaires du château d'Annaburg. Il complète ensuite un apprentissage de potier à Francfort-sur-l'Oder, qu'il termine en 1883 avec l'examen de compagnon. Il est impliqué dans l'association centrale des potiers.

## Député
Après l'élection du Reichstag en 1919, Schmidt siège à l'Assemblée nationale de Weimar pour le SPD, pour lequel il travaille également comme secrétaire du parti à plein temps.